# Presidente Itamar Franco Airport
Presidente Itamar Franco Airport (engelska: Zona da Mata Regional Airport) är en flygplats i Brasilien.   Den ligger i kommunen Goianá och delstaten Minas Gerais, i den sydöstra delen av landet, 800 km sydost om huvudstaden Brasília. Presidente Itamar Franco Airport ligger 413 meter över havet.
Terrängen runt Presidente Itamar Franco Airport är platt åt nordväst, men åt sydost är den kuperad. Närmaste större samhälle är São João Nepomuceno, 16,8 km öster om Presidente Itamar Franco Airport.
Omgivningarna runt Presidente Itamar Franco Airport är huvudsakligen savann. Runt Presidente Itamar Franco Airport är det ganska glesbefolkat, med 22 invånare per kvadratkilometer.